# Berkelaue (Gescher)
Koordinaten: 51° 56′ 41″ N, 7° 2′ 59″ O

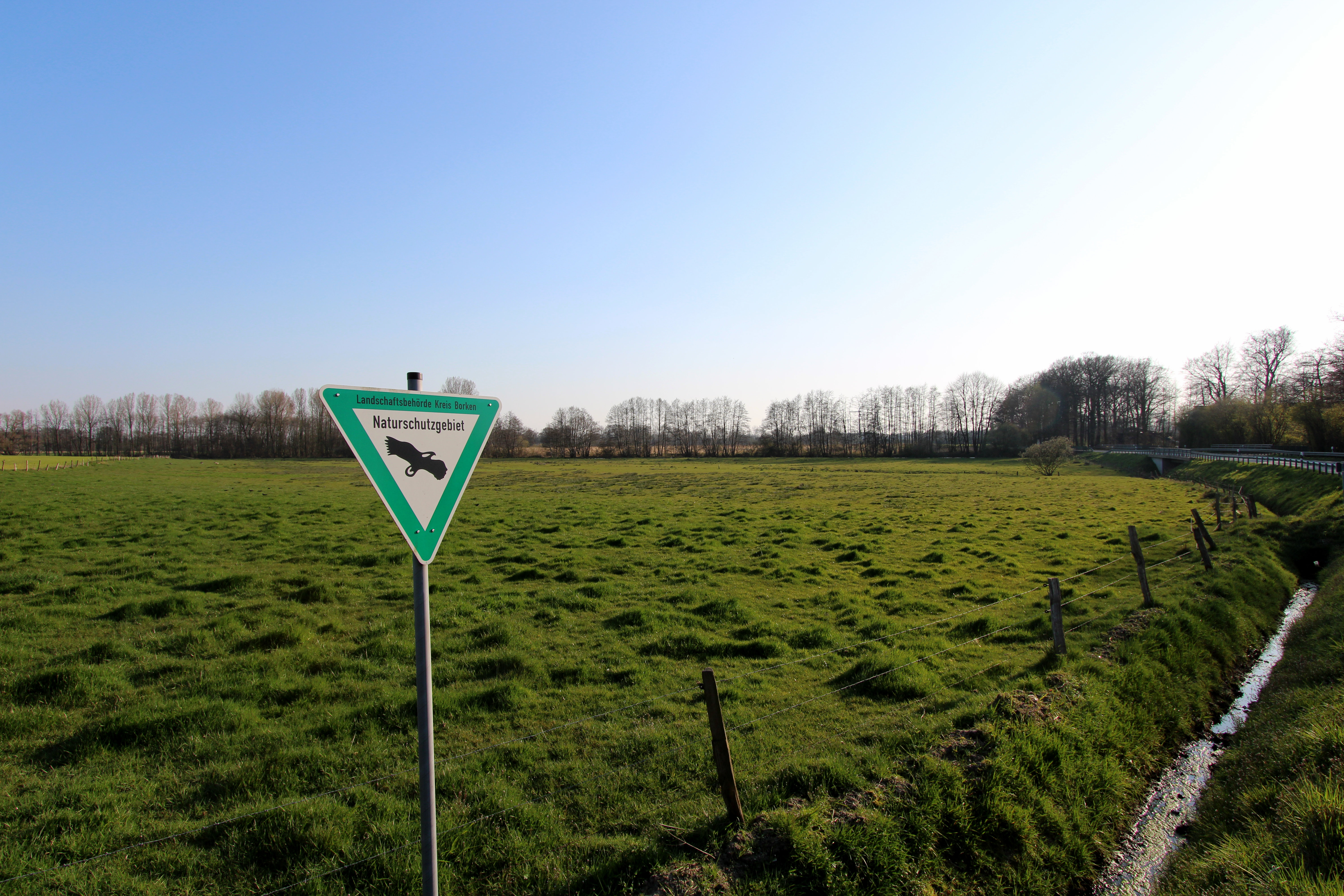
Naturschutzgebiet Berkelaue (Gescher) (März 2020)

Das Naturschutzgebiet Berkelaue (Gescher) liegt auf dem Gebiet der Stadt Gescher im Kreis Borken in Nordrhein-Westfalen.
Das aus drei Teilflächen bestehende Gebiet erstreckt sich nordwestlich, nördlich, östlich und südöstlich der Kernstadt Gescher entlang der Berkel. Die A 31 kreuzt das Gebiet in Nord-Süd-Richtung, südlich des Gebietes verläuft die B 525. Anschließend nordwestlich erstreckt sich das 84,1 ha große Naturschutzgebiet Berkelaue (Stadtlohn).

## Bedeutung
Für Gescher ist seit 1994 ein rund 167,0 ha großes Gebiet unter der Kenn-Nummer BOR-065 als Naturschutzgebiet ausgewiesen.